# Вулиця Кос-Анатольського (Львів)
Кос-Анатольського — вулиця в Сихівському районі Львова, місцевість Сихів. З'єднує проспект Червоної Калини з вулицею Кавалерідзе.

## Назва
Сучасну назву отримала 1986 року на честь українського композитора Анатолія Кос-Анатольського. Раніше мала назву Сливова.

## Забудова
Забудова — 9-поверхова 1980-х—1990-х років.